# Dania na Letniej Uniwersjadzie 2009
Danię na Letniej Uniwersjadzie w Belgradzie reprezentowało 18 zawodników. Duńczycy zdobyli tylko jeden medal – srebrny. Dania nie brała udziału w żadnym sporcie zespołowym.

## Medale

### Srebro
- Slott Sara Petersen – lekkoatletyka, bieg na 400 metrów przez płotki